# 條狀鐵層
條狀鐵層（Banded Iron Formation，簡稱BIF），又名帶狀鐵岩、帶狀鐵礦層、條帶狀鐵礦、帶狀鐵礦或縞狀鐵礦，是一类岩石的名稱，它包含了鐵的氧化物、硫化物、碳酸鹽類礦物以及燧石，並以條狀互層的方式出露，因而得名。這種岩石的形成時間大部分都老於二十億年，也就是太古宙的時期，屬於綠岩帶（Greenstone Belt）的一类，為地球上古老的沉積岩。

## 形成原因
目前對於條狀鐵層的形成原因尚有爭論，不過從條狀鐵層內含有許多的氧化鐵可推論出這時期海水或大氣中的氧濃度可能有突然上升的現象，也是大氧化事件。氧含量增多使得原本可溶在水中的二價鐵離子被氧化成三價铁离子，進而形成氧化鐵沉積。但這種說法與古氣候的推論比對之後，會出現一些矛盾，因此仍是個值得研究的課題。

## 分布
條狀鐵層主要分布在古老的陸塊，例如澳洲、格陵蘭等地。